# A nyomtatás története

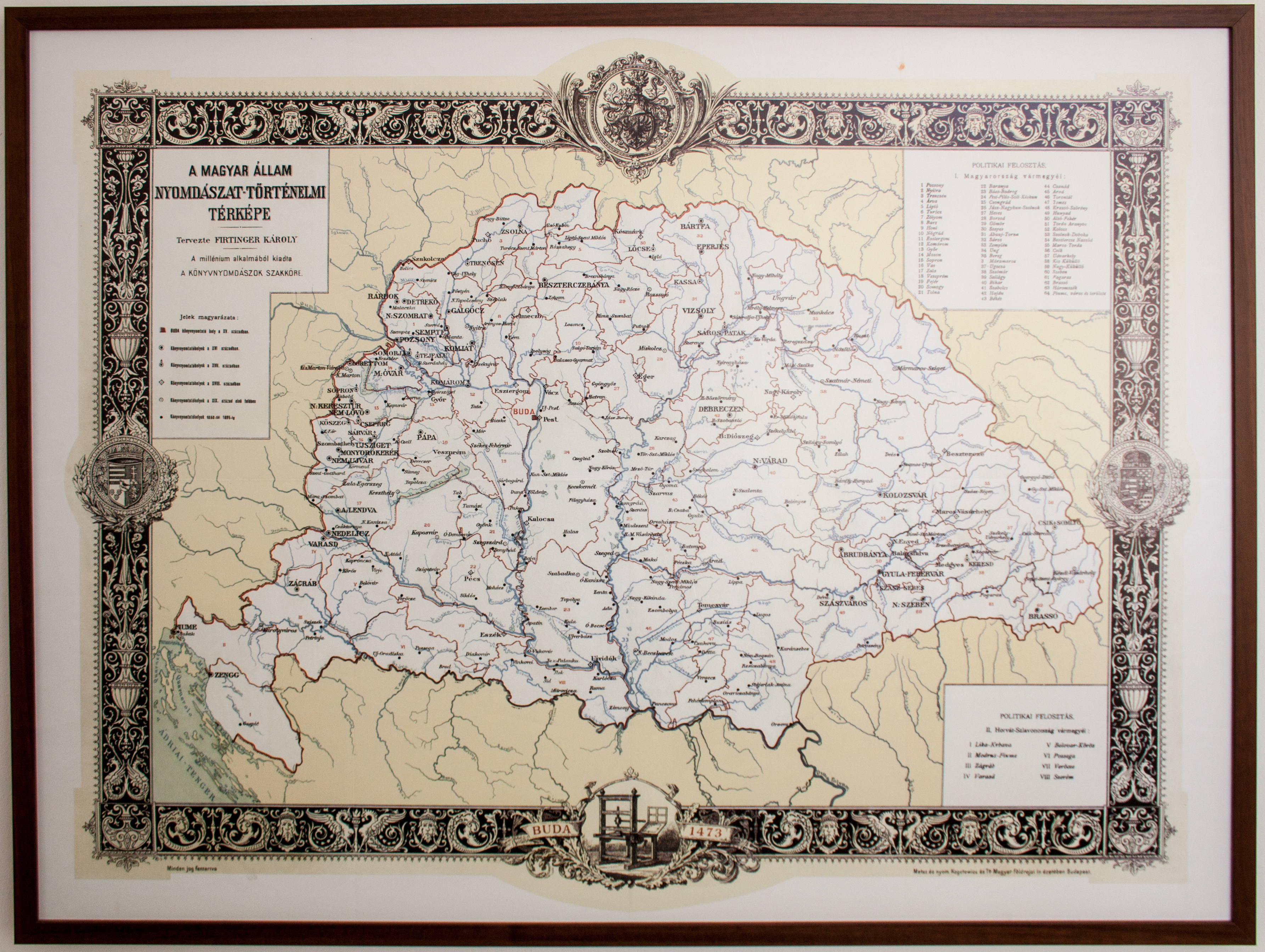
A nyomtatás magyarországi történetének térképe

"Az Est" tördelése - cca. 1920

A nyomtatás dokumentumok sokszorosítására szolgáló eljárás. Kínában már i. sz. 200 körül feltalálták, Európában viszont csak a reneszánsz korban jelent meg, a Johannes Gutenberg-féle nyomdaprés volt az első európai nyomdagép. Az évszázadok során sok eltérő nyomtatási eljárás fejlődött ki.

## Magasnyomtatás
A nyomtatás Kínában már 200 körül ismert volt. A ma ismert legrégebbi, dátummal ellátott, fennmaradt nyomdatermék egy 868-ban készült Gyémánt szútra, de a források alapján már 812-től papírpénzt is előállítottak, amelyhez nélkülözhetetlen a nyomtatás. A magasnyomtatás kezdetleges formáját, a fadúcos nyomtatást alkalmazták, amely abból állt, hogy egy kézzel vésett falapot befestékeztek, majd egy papírlapot ráterítettek, és száraz kefével a hátoldalát dörzsölve hozzásimították. Ugyanekkor már megpróbálkoztak fából faragott, szedhető írásjegyekkel is, jó néhány nyomtatott könyvet készítettek, de az eljárás nem terjedt el széles körben.
Használtak még vésett fahengereket is kis terjedelmű anyagokhoz, aláírásokhoz, hirdetményekhez, rendeletek terjesztéséhez. 1041-ben egy kínai kovács, Pi Seng feltalálta a külön mozgatható nyomóelemeket, de amíg Gutenberg ezeket öntéssel készítette, ő agyagból véste ki a betűképet, majd kiégetéssel szilárdította meg. Érdekes adat viszont, hogy fémbetűt már Tai Csung koreai király is készíttetett saját öntödéjében. A kínai ábécé betűinek mennyisége miatt viszont ez a módszer eléggé nehézkes volt. A betűk száma csak az 1430 körül Koreában kifejlődő fonetikus ábécé megjelenése után csökken. A nyomtatás a kínai kultúrával együtt Japánba is eljutott.

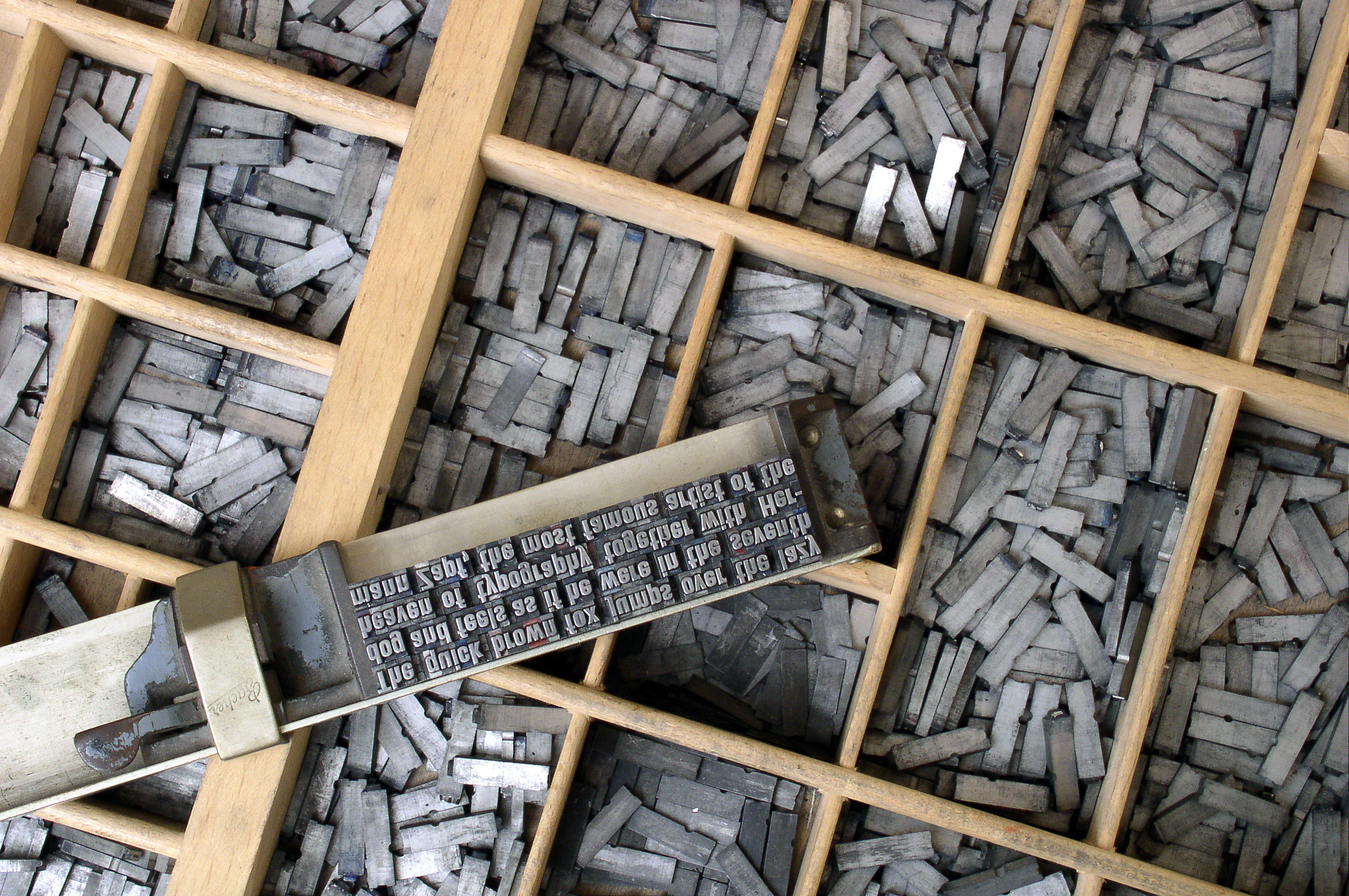
Kéziszedés

A nyomdászat európai történetének számos korábbi forrását ismerjük. Az olcsón és szöveghűen előállított könyvek egy aranyműves, Johannes Gutenberg találmányainak elterjedésével jelentek meg nagyobb példányszámban. Legfontosabb ezek közül a különálló betűket öntő készülék, a nyomósajtó. Ez egy kis öntőforma volt, állítható méretű oldalfalakkal, alján a matricával, ami a kívánt betű negatívja. Gutenberg aranyművesként már használta a patricát, amivel az ékszerekbe jeleket lehetett ütni. Ezt puhább fémbe nyomta, és így született meg a matrica. A betűkészítés ezen formája 1853-ig nem sokat változott, ekkor viszont Angliában szerkesztenek egy automata öntőgépet, mellyel naponta akár 30 000 betű is készíthető. Gutenberg tökéletesítette a kéziszedést, számos olyan eszközzel dolgozott, ami a mai napig is része a betűszedő műhelyeknek. Folyamatosan fejlesztette a nyomdai betűfémötvözeteket, amelyekhez kereste a megfelelő festékeket. Feltalálta a nyomóformához használt bőrből készült festékezőlabdacsot. Egy fából készült kézisajtót használt, mely a papírt nagy erővel préseli a betűkhöz. A nyomtatott könyvek története egyik mérföldkövének a kézi festéssel gazdagon díszített 42 soros és két hasábos Biblia 1456-os megjelenését szokták tekinteni. A magasnyomtatás egy évszázadokon keresztül fejlődő ágazat volt. A képek ábrázolására szolgáló fametszetek helyett megjelent a klisé. Ezek gyártására később már fényképészeti technikákat használtak. A kézi szedést felváltotta a gépszedés. Ezek tulajdonképp öntőgépek voltak, melyekkel a szedés betűnként (monotype), vagy soronként (linotype) készült. Mind a két módszert Amerikában találták fel 1885-ben. Ezekben matricákat rendeztek sorba egy billentyűzet segítségével, és erről történt az öntés egyenként vagy soronként. Használtak kész betűkkel dolgozó gépeket is, de a betűk sérülékenysége miatt ez nem volt annyira jó megoldás. Azóta a betűfémek használata szinte teljesen megszűnt. Ezek helyett gumi, műanyag és fotopolimer nyomóformákat alkalmaznak. Az ilyen típusú formáról nyomó technikát flexográfiának hívjuk, amely a bélyegzőkészítésből alakult ki.

## Síknyomtatás

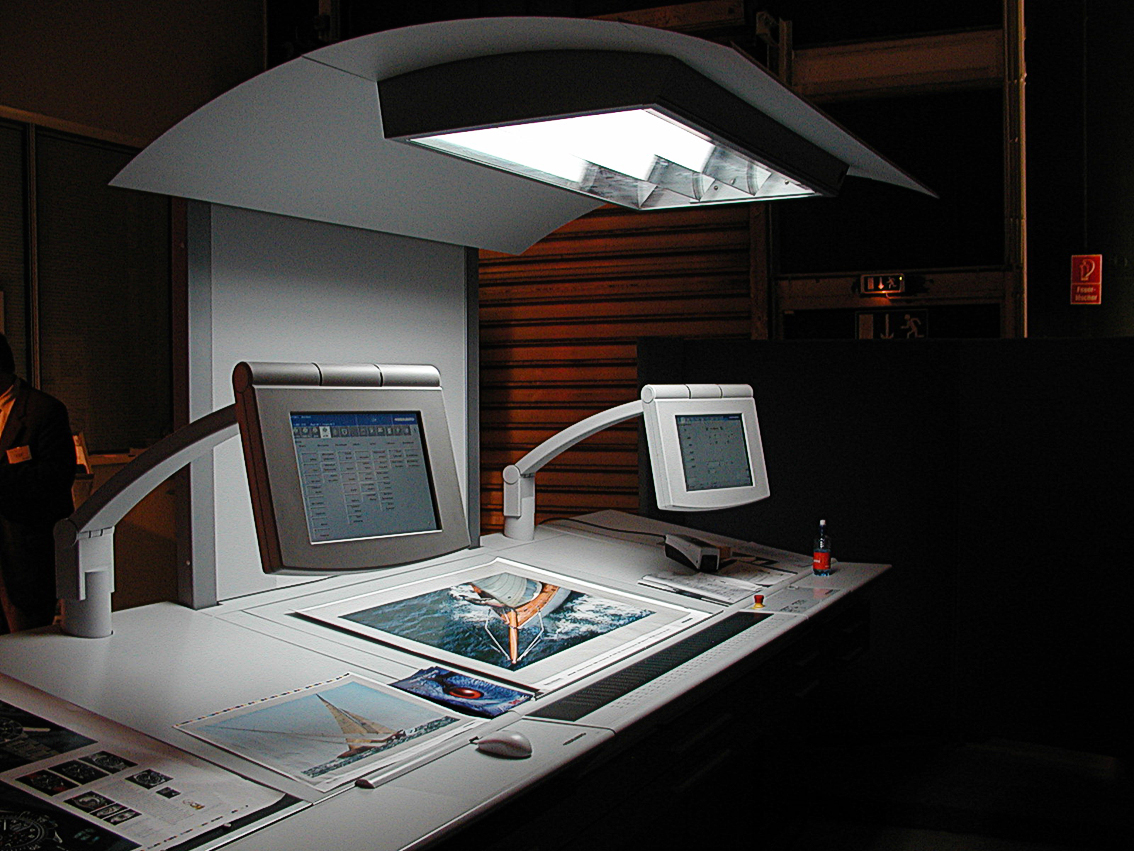
Egy mai modern nyomdagép kezelőpultja

1796-ban Alois Senefelder feltalálja a litográfiát, és ezzel együtt kidolgozta a síknyomtatás elvét. Először maratással kialakított rézlemezt használ magasnyomóformaként, majd olcsóbb anyagokat keres. Kísérletei közben mészkövet is használ, melynél véletlenül felfedezi, hogy a vizes felületen nem tapad meg a festék. Az ő nevéhez fűződik még a fémfelületről történő síknyomtatás bevezetése is. A litográfiát manapság már csak grafikai eljárásként használják.

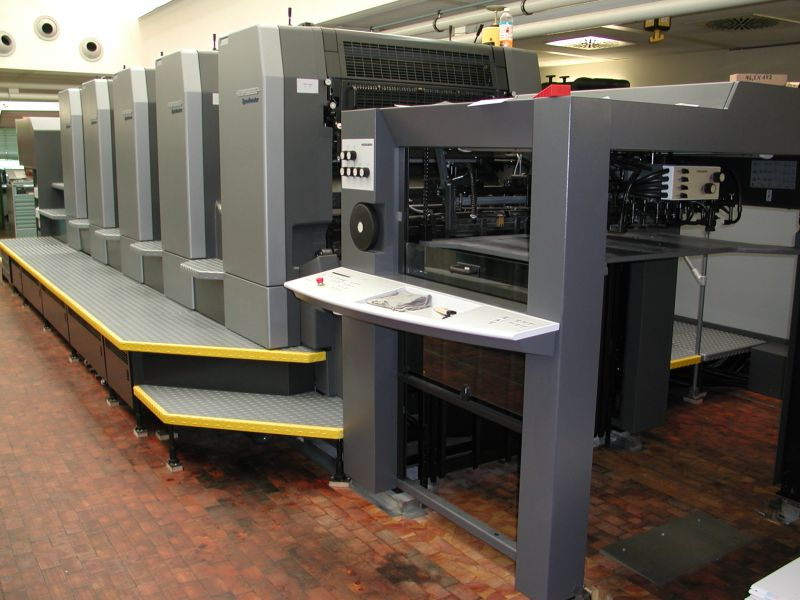
Heidelberg Speedmaster CD 102 típusú íves ofszetnyomógép

Ugyanez az elv az alapja a bádognyomtatásnak is, melyet plakátgyártásnál, konzervdoboz gyártásnál használtak. Nevét a nyomandó anyagról kapta. A fém, vagy kő nyomóformáról a festéket egy lágyabb anyagú henger vette le, és adta át a fémlemezre. Ebből fejlődött ki a ma leginkább elterjedt ofszetnyomtatás, mely szintén egy közvetett nyomtatási forma. A nyomóformáról a festék előbb egy gumilepedővel bevont hengerre adódik át, majd ez a henger érintkezik a papírral.
Két technikus fejleszti ki egymástól függetlenül. Ira W. Rubel, egy New Jersey-beli nyomda tulajdonosa egy véletlen felfedezésből indul ki, a német Caspar Hermann a litográfiából fejleszti tovább. Már Senefelder is gondolt a fémek nyomóformaként történő felhasználásra, de az ő korában még nem voltak meg a technikai eszközök.
Az első jelentős ofszetnyomógép 1907-ben épül meg, majd 1912-ben megjelenik az első tekercspapírról dolgozó gép is. Ez a  technika megjelenése óta sokat változott, a nyomóforma anyaga alumínium. Egy elektrolitikusan érdesített és fényérzékeny anyaggal bevont lemezt használnak, mely könnyű, hajlékony, ugyanakkor a felülete kemény, és ennél fogva tartós, esetenként akár pár százezer nyomást is kibír. Régebben alkalmaztak úgynevezett bimetál, és trimetál lemezeket is, melyekkel akár a milliós példányszámot is el lehetett érni, de anyagában és előállításában gazdaságtalanná vált. A fényérzékeny anyag alkotja a zsírszerető nyomóelemeket. Ezt régen fényképészeti módszerrel alakították ki a teljes lemezfelület filmeredetin keresztül történő megvilágításával, majd a nem kívánt elemek hívószerrel történő lemosásával. Ez a módszer nem szűnt meg ugyan teljesen, de ma már egyre több helyen használnak CTP (angolul computer to plate, számítógépről lemezre) eljárást, ahol a számítógépen készült, szedett, tördelt anyagot lézerrel égetik az alumínium-lemezre. Ez közvetlen úton, digitális jelfeldolgozással történik, és feleslegessé teszi a filmeredeti használatát, de előhívása hasonlóképpen történik, mint a levilágításnál. Tartósítószerként mindkét esetben gumiarábikumot használnak, amely az elektrolízissel kialakított alumíniumoxid vízszerető tulajdonságát őrzi meg. Ezt az anyagot már Senefelder is használta a mészkőnél hasonló céllal. Majd a kész formát ezután helyezik a nyomógépbe.

## Szitanyomtatás
A 19. században újra felbukkan egy némileg feledésbe merült technológia, a szitanyomtatás. A textiliparban használják, ahol filmnyomásnak nevezték el. Főleg a lyoni selyemiparban volt használatos, selymek díszítésére. Kialakulásáról keveset tudunk, annyi azonban bizonyos, hogy Kínában és Japánban már évszázadokkal ezelőtt használták textilfestésre. A formát fakeretbe erősített emberi haj, később selyemszál alkotja, ráragasztott rizspapírból kivágott sablonnal. A módszer maga nem sokat változott, de ma már modernebb anyagokat és gyártástechnológiát alkalmaznak. A különböző sűrűségű szitaszövetekből sok esetben fototechnikai úton készítik a nyomóformát. Szitanyomtatással olyan anyagok állíthatók elő, amik mással csak nehezen, vagy egyáltalán nem. Manapság is a textilipar használja leginkább, de így gyártják például a közúti jelzőtáblákat is. Papírra is nyomnak vele, általában kis példányszámú névjegyek, plakátok gyártására ideális, de sok esetben használják ofszetnyomatok díszítő jellegű felülnyomására többnyire színtelen UV fényre száradó lakkokkal. Ezek mellett a művészetben is használatos grafikai eljárás.

## Mélynyomtatás
A 20. század elején tökéletesítik a mélynyomtatást, melynek elve az őskorig nyúlik vissza, majd később az ötvösművészek fejlesztették tovább. A 15. századig kézzel vésték a formákat. Majd savas maratással finomabb árnyalatok visszaadását is lehetővé tették. Ez az eljárás kimondottan művészeti célokra volt használatos. Klics Károly angliai útja során megismerkedik William Henry Fox Talbot találmányával, melynek lényege az, hogy bizonyos sók nagymolekulájú szerves anyagban fényérzékenyekké válnak. Emellett tanulmányozza az akkori modern textiliparban használt mélynyomó gépeket. Ezeket az ismereteket felhasználva kifejleszti a fényképészeti úton történő formakészítést, és a rácsmélynyomtatást. Lényegében az ő találmányát hívjuk ma hagyományos értelemben mélynyomtatásnak. Ezt az elvet alkalmazzák a tamponnyomtatásban is, mely hasonlóan az ofszetnyomtatáshoz, egy közvetett nyomtatási forma. Először egy rugalmas anyagra mélynyomtatással juttatják a festéket, aztán ezt az anyagot nyomják a nyomandó felületre. Az anyag rugalmassága lehetővé teszi, hogy nem csak sík felületnél használható. Manapság többek közt ajándék, és reklámtárgyak (például  tollak, öngyújtók) esetében alkalmazzák.

## Digitális eljárások
A számítástechnika fejlődésével fokozatosan épültek be a nyomdaiparba. Először a fényszedésnél jelentek meg szövegek szerkesztésénél, tördelésénél, majd a fényképészetben is elterjedtek. Ezután megjelentek a nyomóformakészítésben is. Legelterjedtebb formája az ofszetnyomtatásnál alkalmazott CTP. A személyi számítógépekhez használt nyomtatók ugyan már régóta digitális eljárásokkal működnek, de nyomdászati célokra kevés területen használják. A hagyományosan nyomóformáról történő nyomtatással szemben eléggé lassúnak mondható. Eleinte kisebb példányszámú, kevésbé igényes termékeket gyártottak vele, de napjainkban akár 4-500 példányszámú nyomatok gazdaságos, jó minőségű nyomtatására is van lehetőség.

## A magyarországi könyvnyomtatás története
Magyarországon a könyvnyomtatás kezdetei egybe esnek Mátyás király uralkodásának idejével. Karai László (más források Geréb Lászlónak írják) a király követeként érkezik Rómába, ahol megismerkedik Hess Andrással, és 1471 tavaszán elhívja Budára. 1472-re két könyve jelenik meg:
- Cronica Hungarorum (Magyarok Krónikája), és a
- Magnus Basilius: De legendis poëtis – Xenophon: Apologia Socratis (A költők olvasásáról – Socrates védőbeszéde, a két mű egy kötetben).

De munkái nem érik el az Itáliából érkező könyvek szintjét. Az ebben az időben létrejött ismert másik nyomda a Confessionale-Officina. E műhelynek három kiadványa maradt fenn az 1477-től 1480-ig tartó időszakból. A Mohácsi vész és a török hódoltság miatt az elkövetkezendő években más országokban tanuló magyar diákok segítségével jelennek meg magyar nyelvű könyvek, és csak Hess András után jó hatvan évvel létesítenek újra magyar nyomdát a törökök által meg nem szállt területeken. Johannes Honterus feltehetően 1535-ben Brassóban alapít üzemet, amelynek első ismert kiadványa 1539-ben jelenik meg. Mindeddig azonban magyar nyelvű kiadvány léte Magyarországon nem bizonyított. Az első ilyen munka valószínűleg a Sárvár melletti officinában készült, melyet Nádasdy Tamás alapított 1537-ben Sylvester János tanácsára. Két nyomtatványát tartják nyilván:
- Sylvester János: Grammatica Hungaro-Latina 1539-ből, és az
- 1541-ben kiadott Újtestamentum, mely feltehetőleg az első magyar nyelvű könyv, ami Magyarországon megjelent.

1550-ben Heltai Gáspárral társulva, Hoffgreff György nyomdát alapít Kolozsvárott. Az itt kiadott műveikkel nagy erőfeszítéseket tettek a magyar helyesírás egységesítése érdekében. Heltai ugyan német anyanyelvű volt, de a magyar nyelv és irodalom kiváló művelőjévé vált. Utolsó könyvét 1575-ben nyomtatja, de a kiadása előtt meghal. Később özvegye, majd fia veszi át a műhely vezetését.
Debrecen első nyomdáját Huszár Gál protestáns vándorprédikátor nyitotta meg 1561-ben. A nyomdászmesterséget Raphael Hoffhalter bécsi műhelyében tanulta. Előtte már nyitott nyomdát Magyaróváron és Kassán, de a katolikus egyház zaklatása miatt nem maradhatott. A debreceni nyomdáját később Raphael Hoffhalter vezette, akinek vallási okokból kellett Bécset elhagynia. Fiával, Hoffhalter Rudolffal, Nagyváradon, majd 1563-ban Gyulafehérvárott is nyomdát alapított. Rudolf később még visszatért Debrecenbe, és közel 10 éves vezetése alatt magas színvonalra emelte a debreceni nyomdát, melynek addigi történetének legtermékenyebb évei voltak ezek. Az üzem Alföldi Nyomda Zrt. néven ma is működik. A gyulafehérvári nyomdát Hoffhalter Rafael halála után özvegye vezette tovább, majd 1571-ben megszűnt.
A nyugati országrészben a sárvári nyomda megszűnése után vándornyomdászok működnek, hosszabb-rövidebb ideig állomásozva egy helyen. Bornemisza Péter evangélikus lelkész, Balassi Bálint nevelője 1573-ban Semptén, Detrekőn és Rárbok faluban is megfordult. De nyomdai és reformátusi működése kiváltotta a katolikus papság haragját. 1582-ben pedig Manlius János Sárvár mellett több helyen is működött.
A 16. századnak több fontosabb eseménye volt még. 1577-ben Telegdi Miklós pécsi püspök Nagyszombatban megveszi a bécsi jezsuiták 1563 óta álló nyomdáját, és megalapítja az Egyetemi Nyomdát. Az intézmény azóta többször is költözött az idők folyamán. 1584-ben II. Rudolf megvonja a működési engedélyt a protestáns nyomdáktól, de ezek illegalitásban tovább működnek.
1585-ben Vizsolyban beüzemelnek egy nyomdaműhelyt, mely 1590-re kiadja Károli Gáspár Bibliáját, mely az első teljes magyar bibliafordítás.
A 17. század elejétől sorra alakulnak a nyomdák a felvidéken, a leghíresebbek Bártfán, Kassán, és 1614-ben Lőcsén. Bethlen Gábor erdélyi fejedelem 1619-ben nyomdát létesít, melyet utódja I. Rákóczi György fejleszt tovább. Majd a törökök ezt is szétdúlják. De fejedelmi támogatással jön létre 1650-ben a sárospataki nyomda is, amely 1671-ig működött.
1641-ben Szenci Kertész Ábrahám veszi át a nagyváradi nyomda vezetését, és 1660-ig megmarad ezen a poszton. Legnagyobb munkája a Károli Biblia újrakiadása volt.
1694-ben Tótfalusi Kis Miklós, Kolozsváron megalapítja nyomdáját. Előzőleg Amszterdamban tanulja a nyomdászmesterséget, a betűmetszést, és az öntést is. Tanulmányai után betűmetszőként önállósítja magát. Nekikezdett egy új Biblia nyomásához, melyhez maga tervezte a betűtípust. A Hollandiában tanuló magyar diákokkal javította Károli bibliafordítását, de sok egyházi személy támadja ezért, és még szöveghamisítással is megvádolták. Ennek ellenére 1685-ben kinyomja a Bibliát, melyet a Zsoltárok, és az Újtestamentum követ (egyes források szerint összesen mintegy 12 000 kötetben). A vállalkozás anyagi hátterét a betűmetszéssel megtermelt jövedelme biztosította. Sok magyarországi és amszterdami kiadványáról tudunk, és a tipográfiában is maradandót alkotott. A Hollandiában használt Janson antikváról több ember kutatása által kiderült, hogy Tótfalusi tervezte. Az egyházzal való viaskodása azonban rányomja bélyegét egész életére, 1702-ben, 52 évesen hunyt el.
Buda felszabadítása után 1724-ben Landerer János Sebestyén megnyitja nyomdáját, melyet családja több generáción keresztül vezet. Landerer János Mihály 1750-ben Pozsonyban, majd az 1770-es években Kassán és Pesten is nyomdát nyit. A budai nyomda később még szerepet kap az 1848-as forradalom alatt, itt nyomják ki a 12 pontot, és Petőfi Sándor „Nemzeti dal” című költeményét. Ebben az időben a cég Landerer és Heckenast néven ismert, miután 1840-ben Landerer Lajos, a nyomda jogutódja társul Heckenast Gusztáv könyvkereskedővel, aki az 1816-ban Wigand Ottó által alapított kassai nyomda jogutódja volt. Később pedig ebből a vállalatból alakul a Franklin Társulat, melynek nyomdája a Franklin Nyomda 1873-ban nyitja meg kapuit.
1777-ben Mária Terézia a nagyszombati Egyetemi Nyomdát Budára költöztette, ezek után pedig kizárólagos szabadalmat biztosított számára tankönyvek nyomtatására. A műhelynek jól felszerelt betűöntödéje is volt, többek között cirill betűs, és héber nyelvű könyveket is gyártottak. Itt dolgozott akkoriban az erdélyi származású neves betűmetsző, Bikfalvi Falka Sámuel, ki több, a kor tipográfiai irányzataira jellemző betűtípust dolgozott ki. Szakmai örökségét a 19. század elején kiegészítette Czetter Sámuel rézmetsző művész. Ebben az időszakban az Egyetemi Nyomda a magyar kultúrélet központjának volt tekinthető. Itt jelennek meg többek között Kisfaludy, és Kazinczy munkái. Az 1840-es évektől pedig már több nagyobb pesti kiadótól kaptak megbízásokat. Itt készültek másokkal együtt Petőfi, és Eötvös József művei  is. Híres pesti nyomda volt még ebben az időben a Trattner nyomda, melyet még a századforduló előtt a bécsi anyacég leányvállalataként hoztak létre.
A 19. század elejére már számtalan kisebb-nagyobb nyomda működött, de ez időszakra jellemző eliparosodás évei alatt kevés értékes kiadvány született. A nyomdatulajdonosok anyagias gondolkodása miatt a magyar könyvgyártásra a közepes európai színvonal volt jellemző. A század közepe táján Emich Gusztáv, a kor egyik kiemelkedő könyvkiadója, és kereskedője a  jogtulajdonában lévő kiadványok megjelentetésére nyomdát üzemeltet a Budai Várban. majd 1868-ban megalapítja az Athenaeum Nyomda Részvénytársaságot. Az üzem később a VII. kerületben működik. A már akkor is magas szintű nyomda a későbbiek folyamán is sok technológiát vezet be Magyarországon elsőként. Újkori történetében fontos szerepet játszik a Szikra Lapnyomda.

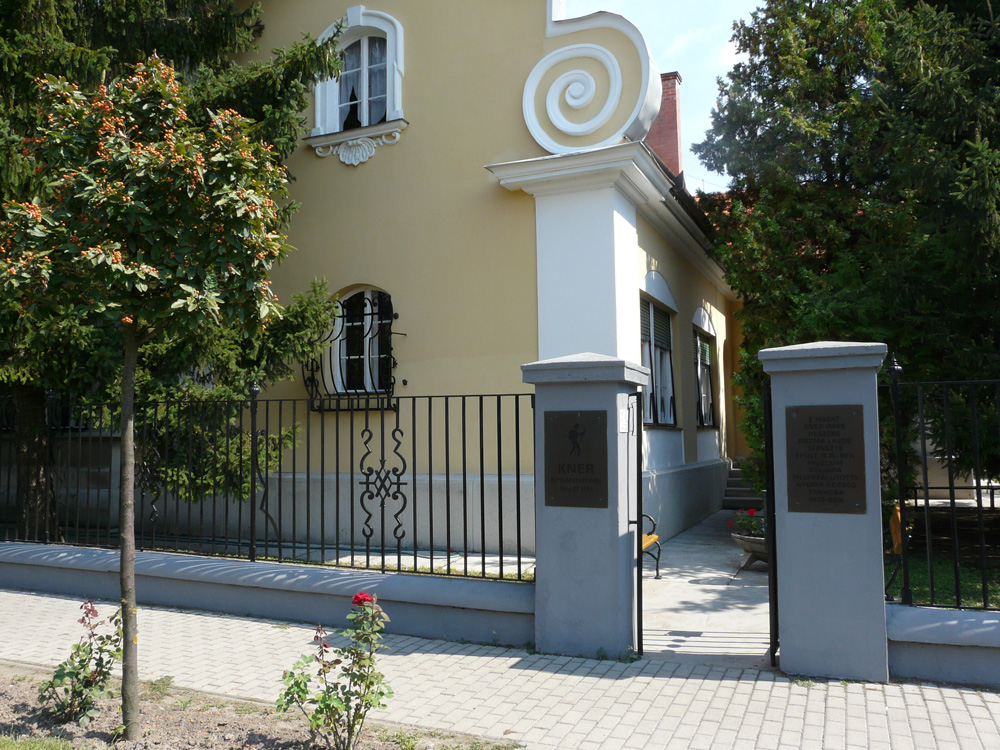
A Kner Nyomdaipari Múzeum Gyomán

1892-ben a Budapesti Hírlap tulajdonosai és szerkesztői elhatározzák, hogy egy fedél alá hozzák a kiadói, szerkesztési és nyomtatási feladatokat. Ennek eredményeként felépül a Blaha Lujza téri „Újságház”. Az épület 1945-ben a  Szikra Irodalmi és Lapkiadó Vállalat Nyomda Rt. tulajdonába kerül. Az akkori vezetés a Szabad Nép című napilap gyártását határozza meg fő feladatául, de más újságok nyomását is sikerül megszerezniük. A vállalat folyamatosan bővült, több üzemegységet is működtet Budapesten. 1998-ban pedig közel 100%-ban felvásárolja az Athenaeum Nyomdát.
1882-ben Kner Izidor könyvkötő és fia, Kner Imre nyitotta meg nyomdáját Gyomán. A kis cég már a kezdetektől ismert volt minőségi termékeiről, és a 20. századi könyvgyártásban is meghatározó szerepe lett. 1890-ben a Révai Testvérek megnyitották a Révai nyomdát Pesten. Leghíresebb kiadványuk a Révai nagy lexikona, mely valójában A Pallas nagy lexikona bővített újrakiadása.
1903-ban Tevan Adolf és fia, Tevan Andor magasfokú korszerűsítéseket vezetett be a tulajdonukba került békéscsabai Tevan nyomdában.
Az államosítás után 1964-ben a békéscsabai Tevan és a gyomai Kner nyomdát egyesítették, és Kner nyomdaként működött tovább. Ma a Kner nyomdának több kisebb üzeme működik.
1945-ben a magyarországi nyomdák többsége romokban hever. A "felszabadulás" utáni szocialista vezetés szerencsére nagy hangsúlyt fektet a helyreállításukra. Az államosításokat követően történnek ugyan korszerűsítések, de a nyugat-európai fejlődést, és a valódi igényeket nem tudják követni. A magyarországi gépparkra a folyamatos elöregedés jellemző. A korszerű nyomdatechnikákhoz képest néhány szakterületen több tízéves a lemaradás. A rendszerválást követő tőkebeáramlás nagyban segített ezen a helyzeten, de ez együtt járt a régi nagy múltú magyar nyomdák külföldi tulajdonba kerülésével. De az ezredfordulót követően már elmondható, hogy a vezető magyarországi nyomdákban ugyanolyan korszerű technika áll a szakemberek, és ami talán a legfontosabb, a megrendelők rendelkezésére, mint a gazdaságilag sokkal fejlettebb országokban.

## A könyv
A könyv ma ismert formája a 3-4. században kezdett kialakulni. A pergamenből készült lapokat összehajtogatták, és egymáshoz fűzték, így alakult ki a mai értelemben ismert első könyvtest. Később pedig összevarrták. Ezeket az összevarrt oldalakat aztán két vékony fatábla közé tették. Így született meg a kódex és vele együtt egy új mesterség, a könyvkötészet. Idővel a falapokat is összefűzték, és végül bőrborítást kapott. Ez az első kötött könyv. A bőrtáblákat szinte a kezdetektől díszítették valamilyen módon. Nem ritkán drágakövekkel, festett zománctáblákkal, de még színarany könyvtáblát is készítettek. A 7-8. században a bőrmetszéses táblák váltak divattá. A bőrt megpuhították, és bemetszették, majd a vágásnál megnyújtották. Ezek után pedig kitöltötték valamivel, és így az kidomborodott. Ez később a 15-16. századra lesz még jellemző. A leírások alapján bizonyos, hogy keresztény állammá válása után Magyarországon is sok könyvet készítettek. Ezt az időszakot tartják a honi könyvkultúra kezdetének. Az Anjou-kori kódexfestészet egyik ismert alakja I. Lajos király udvari festője, Meggyesi Miklós, a Képes krónika egyik feltételezett szerzője. Később Európa-szerte híresek a Mátyás korabeli Corvin-kódexek, külső, és belső kidolgozottságukról egyaránt.
A 8. században jelentek meg a különböző fametszetek. Eleinte szentképeket, kártyákat nyomtattak fadúcról, majd kézzel színezték. Az első ismert könyvsokszorosítás kísérlete a Hollandiából származó L. J. Coster nevéhez fűzhető, aki Donatius latin nyelvtanról szóló könyvét fatáblára metszette, és erről készített 32 oldalas füzeteket. Nagyobb terjedelmű munkák kiviteléhez azonban ez nehézkes, lassú és drága volt, a kézzel írás még sokáig megmarad. Gutenberg megoldásai leegyszerűsítették ezt az eljárást. 1460-as évektől sorra alakulnak a nyomdák, főleg Németországban, a Németalföldön, Itáliában, Franciaországban, Angliában. A könyveknek sokáig nincs külön címlapjuk, később válik szokássá, hogy a kötetet védő borítón is feltüntetik a mű címét, bár a kézzel írt kódexeknél ez már megszokott. A kiadási adatokat – a megjelenés időpontját, helyét, a nyomdász, illetve kiadó nevét, sokszor a munka szerzőjét, címét is – az ún. kolofonból, a könyv szövegének legvégén olvasható rövid leírásból ismerhetjük meg. A kezdőbetűk díszítésének szokása a nyomtatott könyvekben is sokáig megmarad. Az iniciálék kézi festését a már kész könyvben kellett elvégezni, ez sok esetben elmaradt. A nyomdász azonban a biztonság kedvéért a későbbi tulajdonos vagy illusztrátor számára megjelölte a kérdéses betűt. A színes képek, iniciálék helyét azonban egyre inkább a fametszetek veszik át.
A nyomdászat azonban nem csak a könyvek formájában, hanem tartalmában is nagy változásokat hozott. A könyvek kiadási idejének lerövidülése és a nagy példányszám lehetővé tette, hogy a sokat forgatott és természetesen még mindig nagy példányszámban kiadott klasszikusokon, egyházi szövegeken kívül friss irodalmat és aktualitásokat is megjelentessenek a kiadók.
A 19. század elejét a magyar, és külföldi nyomdászatot a színvonaltalan eliparosodás jellemzi. Kevés műhely jelentet meg szakmailag is értékes kiadványokat. Az egyik ilyen kivétel W. Morris angol iparművész munkái voltak. Az ősnyomdászat eszközeivel, nemes anyagokat felhasználva reneszánsz stílusú könyveket készített. Tevékenysége a minőségi igények felkeltésére ebben a korban előremutató volt.

## A próbanyomat és helyettesítő eljárásai
A sokszorosítási fázist rendszerint megelőzi a próbanyomatkészítés. A magasnyomtatásnál sokáig használják az ún. kefelenyomatot, amely tulajdonképp az ősi kínai módszernek felelt meg: nyomás helyett egy kefével simították rá a lapot a betűkre. De emellett a szedőtermek többségében van egyszerűbb felépítésű nyomógép is. Később már főleg a síknyomtatás elterjedése óta ez a valóságos sokszorosítási folyamatnak megfelelő fázis volt. Lassújáratú próbanyomógépen néhány(szor tíz) nyomatot készítettek az ellenőrzés, az ún. próbanyomat-korrektúra elkészítésének biztosítására. A próbanyomatokon előírt szükséges javításokat mind a tisztázati munkarészeken, mind a nyomási eredetiken (lehetőség szerint) elvégezték a nagy példányszámú sokszorosítás előtt. Ez a folyamat meglehetősen költséges, ezért ún. próbanyomat-helyettesítő eljárásokkal rendszerint egypéldányos „nyomatot” állítanak elő (korábban: színes asztralonforgatás, Cromalin, újabban Fuji proof vagy digitális proof készítése).

## Szabványok
A nyomdászat fejlődése megkövetelte bizonyos szabványok bevezetését. 1876-ban kidolgozzák a Didot-Berthold féle pontrendszert, és kialakulnak a különböző szabványosított papírméretek. A legelterjedtebb papírméretek oldalainak aránya az {\displaystyle 1:{\sqrt {2}}} arányon alapul. Ennek az az előnye, hogy a papírlapot akárhányszor is felezik meg, az oldalainak aránya nem változik. Egységesítik a különböző nyomtatási eljárások, illetve az ezeket alkalmazó gépek elnevezését, az általa használt nyomóforma, és a működési elvük alapján. Szabványosítják a nyomdai kéziratot, mely egy tartalmilag szövegeredetiként kezelt, vázlatokkal, utasításokkal ellátott anyag.

## Nyomógépek
A gépek fejlődése során a sík részeket kiváltották a hengerek. Gutenberg egy sík felületű prést alkalmazott, és egy bőrlabdaccsal festékezte a betűket. Aztán a festékezés szerepét gumi és fém, vagy egyéb más kemény anyagú hengerek veszik át. Később a papír is egy íves felületen gördül végig a sík nyomóformán, legvégül pedig már az utóbbi is hengeres kialakítású. Emellett fontos szerepet játszott a meghajtásához használt energia. De az egyik legnagyobb áttörés a síkszitás papírgyártógép, és a tekercspapír megjelenése volt. A tekercsnyomó gépek ma már mind rotációs kialakításúak, azaz hengerek között halad el papír. 1846-ban készítik az első tekercspapírral dolgozó gépet, de ez még gyorssajtó volt, ahol a nyomóforma sík felületű. A papíradagolástól eltekintve semmiben nem tér el az íves gépektől.